# ريمي براغ
- ريمي براغ (بالفرنسية: Rémi Brague)‏

ريمي براغ (ولد في 8 أيلول / سبتمبر 1947 في باريس) فيلسوف ومؤرخ للفلسفة، مستشرق، فرنسيّ.
متخصّص بالفلسفة الوسيطيّة، العربية الإسلاميّة واليهوديّة. متذّوق للفلسفة اليونانيّة. درّس الفلسفة اليونانيّة والرومانيّة والعربيّة في جامعة باريس الأولى، البونتيان السوربون، وفي جامعة لويس وماكسيمليان في ميونخ ألمانيا. عضو في المعهد الفرنسي.
بدأ يلمع اسمه، بعد نشره كتاب "أوروبا، الطريق الرومانيّ، سنة 1992، وكذلك بعد نشره مقالات عن الدين المسيحي.
إنّ أبحاثه في تاريخ الفكر هي ثمرة عمله الطويل والعميق في مجال مقارنة الأديان لاسيما بين اليهودية والمسيحية والإسلام.

- حياته:

تيتّم ريمي براغ وكان له من العمر سنة واحدة حين فقد والده في الحرب الهندوصينيّة الأولى.
خريج المدرسة الفرنسيّة العليا للأساتذة، سنة 1967.
تخرج أستاذًا في الفلسفة سنة 1971. ناقش أطروحة الدكتوراة سنة 1976، ثمّ دكتوراة دولة سنة 1986 تحت إشراف بيار أوبنك. في سنة 1986، ناقش دكتوراة دولة  تحت إشراف الإستاذ نفسه.
أستاذٌ متقاعدٌ من جامعة باريس الأولى، بونتيان سوربون، حيث أشرف على مركز «أبحاث تراث الفكر الكلاسيكيّ». علّم براغ أيضًا حتى سنة 2012 «فلسفة الأديان الأوروربية» في جامعة لويس وماكسيمليان في ميونخ ألمانيا، حيث لا يزال يعلّم على منبر رومانو غورديني. وعلّم في جامعة بوسطن في الولايات المتحدة الأميريكية.
سنة 209، أصبح عضوًا في الأكاديمية الكاثوليكيّة في فرنسا.
عضو في الأكاديميّة الأوروبيّة للعلوم والفنون.
عضوٌ في أكاديمية العلوم والأخلاقية والسياسيّة الفرنسيّة.
في نيسان / أبريل 2011، شارك مع عالم أنثروبولوجيا الأديان مالك شبل، في مؤتمر نظَّمه مركز القديس غويلوم، في معهد الدراسات السياسية في باريس، حول تاريخ الحوار بين المسيحيّة والإسلام.
حاليًّا عضو في المجلس التوجيهيّ لمعهد توماس مور.